# Czeluskin (przylądek)
Czeluskin (ros. мыс Челюскина, trb. Mys Czeluskina) – przylądek położony na północy azjatyckiej części Rosji, na półwyspie Tajmyr, nad Cieśniną Wilkickiego. Najdalej na północ wysunięty punkt Azji.
Odkrywcą tego położonego o 1370 km od bieguna północnego skrawka Kraju Krasnojarskiego jest Siemion Czeluskin, który dotarł tam lądem w maju 1742 roku. Pierwotna nazwa przylądka to Przylądek Północno-Wschodni, lecz nazwa ta została zmieniona w roku 1843 przez Aleksandra von Middendorfa na cześć odkrywcy.
Na przylądku od 1932 roku znajduje się badawcza stacja polarna.